# Harold Rome
Harold Rome   (Hartford, 27 de maig de 1908 - Nova York, 26 d'octubre de 1993) Harold Jacob "Hecky", va ser un compositor, lletrista i escriptor nord-americà de teatre musical.

## Biografia
Rome es va graduar a la "Hartford Public High School". Originalment, va triar anar al "Trinity College", però es va traslladar perquè se sentia com un "townie". Rome tocava el piano en bandes de dansa locals com la d'Eddie Wittstein i ja estava escrivint música mentre estudiava arquitectura i dret a la Universitat Yale. Mentre estava a Yale, també es va comprometre a Tau Epsilon Phi. Es va graduar el 1929 amb una llicenciatura en arts, i va continuar a la Yale Law School.
Després de graduar-se, va treballar com a arquitecte a la ciutat de Nova York, però va continuar perseguint els seus interessos musicals, arreglant música per a bandes locals i escrivint material per a revistes a Green Mansions, un lloc turístic jueu d'estiu als Adirondacks. Gran part de la música que Rome estava escrivint en aquest moment era socialment conscient i de poc interès per a Tin Pan Alley.
El 1937, va fer el seu debut a Broadway com a co-escriptor, compositor i lletrista de la revista d'actualitat Pins and Needles, que va ser escrita originalment per a una petita producció teatral dirigida per Samuel Roland. Després d'una carrera professional de dues setmanes, va ser adaptat per a actuacions de membres de l'aleshores vaga Sindicat Internacional de Treballadors de la Confecció de Dones (ILGWU) com a entreteniment per als seus membres.
Com que Roland estava associat amb causes d'esquerra, el president d'ILGWU, David Dubinsky, li va demanar que es retirés. L'espectacle va tenir un gran èxit, amb 1108 representacions, i va impulsar George S. Kaufman i Moss Hart a convidar Rome a col·laborar en una altra revista d'actualitat, Sing Out the News, el 1938.
El 1949, va escriure la lletra en anglès de la cançó francesa "Mais qu'est-ce que j'ai?". La cançó principal es va convertir en "What Can I Do?" i la cançó va ser gravada per Madelyn Russell amb Mitch Miller i la seva orquestra.
Durant la Segona Guerra Mundial, Rome va escriure lletres en anglès a una melodia composta pel soviètic Dmitri Xostakovitx. La cançó es va titular "United Nations on the March" i va servir com a himne no oficial de les potències aliades durant la Segona Guerra Mundial.
A principis de la dècada de 1940, Rome va escriure cançons per a diverses revistes i espectacles, però no va ser fins després del final de la Segona Guerra Mundial que va tenir el seu proper èxit real amb Call Me Mister. El seu primer musical de ple dret va ser Wish You Were Here el 1952.
Altres crèdits de Broadway inclouen Fanny (1954), Destry Rides Again (1959), I Can Get It for You Wholesale (1962), en què Barbra Streisand va fer el seu debut a Broadway, i The Zulu and the Zayda (1965), que tractava sobre la intolerància racial i religiosa. També va escriure la lletra de La Grosse Valise (compositor musical Gérard Calvi), que va gaudir d'una curta edició al 54th "Street Theatre" el 1965.
El 1970, va escriure una adaptació musical de Gone with the Wind titulada Scarlett per a una producció de Tòquio amb un repartiment japonès. Més tard es va posar en escena en anglès amb poc èxit a Londres i Los Angeles.
La música i/o la lletra de Rome es pot escoltar a pel·lícules com Babes on Broadway (1941), Thousands Cheer (1943), Anchors Aweigh (Lleveu àncores!, 1945) i Rear Window (La finestra indiscreta, 1954).
El 1991, Rome va rebre un premi especial Drama Desk per la seva "contribució distintiva al teatre musical". Més tard aquest mateix any, va ser inclòs al "American Theatre Hall of Fame."
Rome va morir d'un ictus a la ciutat de Nova York als 85 anys.

## Obres

### Espectacles
- 1937: Pins and Needles
- 1940: The Little Dog Laughed
- 1946: Call Me Mister
- 1948: That's the Ticket (Phila.)
- 1950: Bless You All
- 1952: Wish You Were Here
- 1954: Fanny
- 1959: Destry Rides Again
- 1962: I Can Get It for You Wholesale
- 1965: The Zulu and the Zayda[8]
- 1973: Gone With the Wind (not NY)

### Cançons
- 1939:  "Gee, But I’d Like to Be a G-Man"[9]
- 1939:  "Who's Gonna Investigate the Man Who Investigates Me?" (primer cantat per Zero Mostel)[10]
- 1945: "(All of a Sudden) My Heart Sings" (de la cançó francesa "Ma Mie" per Henri Laurent Herpin; Lletra anglesa de Harold Rome), cantada per Kathryn Grayson en el film de 1945 Lleveu àncores!. Versions per Johnnie Johnston i de Martha Stewart van ser èxits el 1945 aconseguint els números 7 i 12 respectivament a la llista de Billboard.[11]
- 1962: "Miss Marmelstein" i "Who Knows?" des de I Can Get It for You Wholesale